# Cantó de Ròcabilhiera
El cantó de Ròcabilhiera és un cantó francès del departament dels Alps Marítims, situat al districte de Niça. Té 3 municipis i el cap és Ròcabilhiera.

## Municipis
- Balvèr
- La Bolena
- Ròcabilhiera

## Història
| Data d'elecció                           | Identitat                   | Partit        | Qualitat |
| ---------------------------------------- | --------------------------- | ------------- | -------- |
| 1949-1963                                | Édouard Corniglion-Molinier | UNR           |          |
| 1963-1973                                | Romain Maurel               | PCF           |          |
| 1973-1998                                | Pierre Guigonis             | RPR           |          |
| 1998-2004                                | René Reghezza               | Divers gauche |          |
| 2004-                                    | Gérard Manfredi             | UMP           |          |
| les dades anteriors no són pas conegudes |                             |               |          |
|                                          |                             |               |          |

| 1962 | 1968 | 1975 | 1982 | 1990 | 1999  | 2007  |
| ---- | ---- | ---- | ---- | ---- | ----- | ----- |
| -    | -    | -    | -    | -    | 2.375 | 2.873 |